# Dire Straits (album)
Dire Straits – pierwszy album grupy Dire Straits, wydany w 1978 roku. Został nagrany w studio Basil St. Studios w Londynie, w styczniu 1978 r. Singel promujący tę płytę, „Sultans of Swing”, stał się przebojem w Ameryce pięć miesięcy po debiucie tego albumu.

## Opis płyty
Pierwszy album Dire Straits oferuje spokojny, niemal minimalistyczny rock, nagrany w klasycznym rockowym składzie dwóch gitar, gitary basowej i perkusji. W przeciwieństwie do punkowych zespołów które dominowały londyńską scenę muzyczną końca lat siedemdziesiątych, muzycy Dire Straits byli znakomitymi instrumentalistami, szczególnie wyróżniał się Mark Knopfler ze swoim charakterystycznym sposobem gry na gitarze. Piosenki napisane przez Knopflera i śpiewane przez niego w bardzo oszczędny, „dylanowski” sposób opowiadają o przeszłych miłościach, miłosnych zawodach, powszednich dniach normalnych ludzi. Największy przebój z tej płyty „Sultans of Swing”, opowiada historię amatorskiego zespołu muzycznego, grającego w pubie bardziej dla własnej przyjemności niż dla potrzeby, prawie ignorowanym przez słuchaczy. Mark Knopfler w swojej wypowiedzi w dokumencie BBC A Life In Songs opowiada o tym, jak natknął się na taki zespół w jednym z londyńskich pubów, a jego obserwacja zainspirowała go do napisania tejże piosenki. Utwór zamyka charakterystyczne gitarowe solo Knopflera, rozpoznawalne nie tylko dla fanów Dire Straits, ale stanowiące praktycznie uniwersalny znak rozpoznawczy zespołu. Cały album można określić mianem rockowego, ale pojawiają się na nim elementy i dźwięki jazzu i country, a panuje na nim niemal bluesowa atmosfera, choć jedynym utworem, który ma coś wspólnego z tym gatunkiem muzyki jest zamykający pierwszą stronę płyty (tylko w wydaniu na LP) „Southbound Again”. Dire Straits było debiutem bardzo udanym i album ten wysoko postawił poprzeczkę dla następnych płyt zespołu.

## Lista utworów
| 1. | „Down to the Waterline” | 3:59  |
|    |                         |       |
| 2. | „Water of Love”         | 5:22  |
|    |                         |       |
| 3. | „Setting Me Up”         | 3:19  |
|    |                         |       |
| 4. | „Six Blade Knife”       | 4:09  |
|    |                         |       |
| 5. | „Southbound Again”      | 2:57  |
|    |                         |       |
| 6. | „Sultans of Swing”      | 5:34  |
|    |                         |       |
| 7. | „In the Gallery”        | 6:14  |
|    |                         |       |
| 8. | „Wild West End”         | 4:42  |
|    |                         |       |
| 9. | „Lions”                 | 4:54  |
|    |                         |       |
|    |                         | 41:10 |
|    |                         |       |
Wszystkie utwory zostały napisane przez Marka Knopflera.

## Twórcy
- Mark Knopfler – gitary, śpiew
- David Knopfler – gitara rytmiczna
- John Illsley – gitara basowa
- Pick Withers – perkusja